# 脚本芸人
『脚本芸人』（きゃくほんげいにん）は、2022年6月22日から6月24日までの23時 - 23時40分にフジテレビ系で放送されたオムニバスドラマ。
お笑い芸人の吉住、水川かたまり（空気階段）、岩崎う大（かもめんたる）の3名が各1話ずつ脚本を担当。物語は単独ではなく第1夜から第2夜、第2夜から第3夜のように連動する形でテレビ局の各部署において起こる様々な出来事を描く。

## ストーリー

### 第1夜
ドラマ撮影のためにテレビ局を訪れた女優は顔パスで通ろうと試みるが、警備員がその行為を阻止する。そのようなやり取りが連日のように続いていく中で警備員と女優との距離は少しずつ縮まっていくように見えたのだが。

### 第2夜
とある理由によりロケの映像がお蔵入り寸前となり、若手ディレクターの布野は急遽、ベテラン編集マンの鳥越に映像編集を依頼する。布野には出産が間近に迫っている妻がおり、一刻も早く帰宅したいと思っているのだが、布野の想いを知ってか知らずか、鳥越はのらりくらりとした様子で編集を行う。しかし、その後、布野と鳥越に更なる問題が降りかかってくる。

### 第3夜
テレビ番組に関する意見や苦情などを受け付ける「視聴者センター」の新人オペレーターである美咲は前日に放送されたある番組への問い合わせの対応に苦慮していた。先輩オペレーターの育恵のサポートを受けながら何とか対応できたのだが、突然美咲の元に無言電話がかかってくる。

## キャスト

### 第1夜
- 倉田（警備員） - 藤木直人[2][3]（第3夜）
- 小森かな（女優） - 趣里[2][3]（幼少期：鈴木咲）（第2夜・第3夜）
- 若手警備員 - 園田祥太（ダウ90000）
- 本田燈子（湾岸テレビアナウンサー） - 松村未央（フジテレビアナウンサー）（第2夜・第3夜）

### 第2夜
- 鳥越（ベテラン編集マン） - 遠藤憲一[2][3]（第3夜）
- 布野（若手ディレクター） - 知念侑李（Hey!Say!JUMP）[2][3]（第3夜）
- ホット野々村（「ホット野々村のほっと散歩」MC） - 市川刺身（そいつどいつ）（第3夜）
- 根元（プロデューサー） - 岡部たかし

### 第3夜
- 育恵（「視聴者センター」先輩オペレーター） - 酒井若菜[2][3]
- 工藤美咲（「視聴者センター」新人オペレーター） - 佐久間由衣[2][3]
- よしこ（「視聴者センター」オペレーター） - 遊井亮子
- 田島（「視聴者センター」オペレーター） - 小平大智
- 北澤（湾岸テレビ社長） - 吉田ウーロン太

## スタッフ
- 監督 - 風間太樹（AOI Pro.）
- 脚本 - 吉住（第1話）、水川かたまり（空気階段）（第2話）、岩崎う大（かもめんたる）（第3話）
- 主題歌 - ORANGE RANGE「キリサイテ 風」[4]
- 音楽 - 堀口純香
- 企画 - 髙野舞
- プロデュース - 藤島陽子（AOI Pro.）
- 制作協力 - AOI Pro.
- 制作・著作 - フジテレビ